# École de musique de Yale
L'École de musique de Yale (Yale School of Music souvent abrégée en YSM) est l'une des 12 écoles professionnelles de l'Université de Yale.

## Description
Fondée en 1894, l'école propose trois diplômes d'études supérieures : maîtrise en musique (MM), maîtrise en arts musicaux (MMA) et doctorat en arts musicaux (DMA), ainsi qu'un programme conjoint baccalauréat et maîtrise en musique en collaboration avec le Yale College, un certificat en performance et un diplôme d'artiste. Des diplômes d'études supérieures sont offerts en théorie musicale, histoire de la musique et ethnomusicologie.
Cette école de musique est la seule au sein de la Ivy League.
Le département est situé dans le Stoeckel Hall. 

### Bâtiments

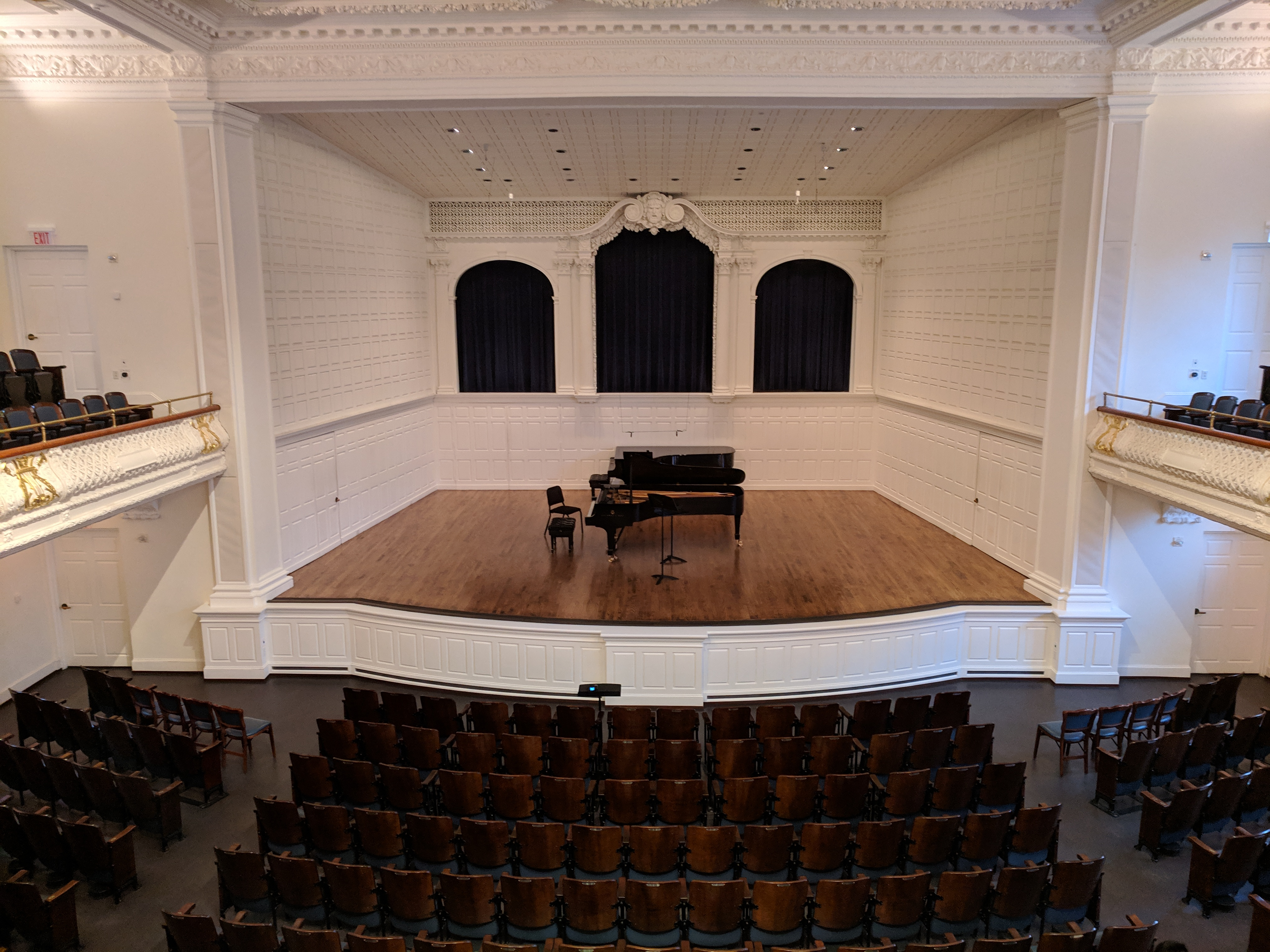
Salle de concert Morse

D'autres bâtiments sont utilisés pour les cours et les concerts :
- Albert Arnold Sprague Memorial Hall (1917), rénové en 2003.
- Abby and Mitch Leigh Hall (1930), de style gothique, rénové en 2006.
- Hendrie Hall (1895), rénové en 2017[4].
- Adams Center pour les arts musicaux (2017). Le complexe Adams Center comprend Hendrie Hall, Leigh Hall et un nouvel espace qui relie les deux[5].
- Woolsey Hall (1901), utilisé pour des représentations orchestrales (Yale Philharmonia) et des récitals d'orgue (sur le Newberry Memorial Organ ).
- La collection d'instruments de musique de l'Université de Yale (1895), de style roman.

## Élèves notables

### Musique
- Gisèle Ben-Dor, chef d'orchestre
- Howard Boatwright, violoniste et musicologue
- Matt Brubeck, violoncelliste, bassiste, claviériste et arrangeur
- Robert Dick, flûtiste
- Dominick DiOrio, chef d'orchestre
- Juan Carlos Fernández-Nieto, pianiste
- Paul Jacobs, organiste
- Henry-Louis de La Grange, musicologue et biographe
- Fan Lei, clarinettiste
- Danny Elfman, compositeur
- Martin Leung, pianiste
- Achille Liarmakopoulos, tromboniste
- Jahja Ling, chef d'orchestre et pianiste
- Ruth Muzzy Conniston Morize, musicienne
- Aldo Parisot, violoncelliste et professeur
- Johann Sebastian Paetsch (en), violoncelliste
- Kay George Roberts, fondateur et chef d'orchestre du New England Orchestra
- Joshua Rosenblum, chef d'orchestre, arrangeur et chroniqueur musical
- Willie Ruff, musicien de jazz
- Moni Simeonov, violoniste
- Stephen Simon, chef d'orchestre et arrangeur
- Jian Wang, violoncelliste

### Chanteurs
- Janna Baty, mezzo-soprano
- Dorothy Bishop, chanteuse et comédienne
- Christopher Magiera, baryton

### Compositeurs
- Andy Akiho
- Timo Andres
- Tanya Anisimova
- Daniel Asie
- Matthieu Barnson
- Robert Beaser
- Jérémy Beck
- Marco Beltrami
- Christopher Cerrone
- Jacob Cooper
- Emma Lou Diemer
- Reena Esmail
- Eugene Friesen
- Michael Gilbertson
- Judd Greenstein
- Juliana Hall
- Ted Hearne
- Aaron Jay Kernis, récipiendaire du prix Pulitzer de musique 1998
- Lori Laitman
- David Lang, récipiendaire du prix Pulitzer de musique 2008
- Hannah Lash
- Peter Scott Lewis
- Scott Lindroth
- Missy Mazzoli
- Harold Meltzer
- Andrew Norman
- Kevin Puts, récipiendaire du prix Pulitzer de musique 2012
- Caroline Shaw, récipiendaire du prix Pulitzer de musique 2013
- Sarah Kirkland Snider
- Jan Swafford
- Christopher Theofanidis
- Ken Ueno

## Membres enseignants
- John Adams, composition
- Nancy Allen, harpe
- Emanuel Axe, piano
- Martin Beaver (en), artiste en résidence
- Boris Berman, piano
- Martin Bresnick, composition
- Simon Carrington, direction chorale
- Allan Dean, trompette
- Jacob Druckman, composition
- Lukas Foss, composition
- Claude Frank, piano
- Peter Frankl, piano
- Erick Friedman, violon
- Sidney Harth, violon
- Paul Hindemith, composition
- Martin Jean, orgue
- Betsy Jolas, composition
- Ani Kavafian, violon
- Aaron Jay Kernis, composition
- Ezra Laderman, composition
- David Lang, composition
- Ingram Marshall,composition
- Donald Martino, théorie musicale
- Robert Mealy, violon
- Thomas Murray, orgue
- Donald Palma, contrebasse
- Aldo Parisot, violoncelle
- Krzysztof Penderecki, composition
- Mel Powell, composition
- Joseph Schwantner, composition
- Charles Seeger, théorie de la musique
- David Shifrin, clarinette
- Oscar Shumsky, violon
- Robert van Sice, percussions
- Morton Subotnick, composition
- Masaaki Suzuki, direction chorale
- Toru Takemitsu, composition
- Christopher Theofanidis, composition
- Rosalyn Tureck, clavier
- Keith Wilson, clarinette
- Ransom Wilson, flûte